# Трагическая увертюра (Брамс)
Трагическая увертюра (нем. Tragische Ouvertüre), опус 81 — оркестровое произведение, написанное Иоганнесом Брамсом летом 1880 года и впервые исполненное 26 декабря того же года в Вене (дирижёр ― Ханс Рихтер). Примерная продолжительность увертюры ― 15 минут.
Произведение состоит из трёх частей, все в тональности ре минор.
1. Allegro ma non troppo
2. Molto più moderato
3. Tempo primo ma tranquillo

Увертюра написана для пикколо, 2 флейт, 2 гобоев, 2 кларнетов, 2 фаготов, 4 валторн, 2 труб, 3 тромбонов, тубы, литавр и струнных.